# Součinitel vztlaku
Součinitel vztlaku (CL, Ca nebo Cz) je bezrozměrný koeficient, který svazuje vztlak generovaný vztlakovým tělesem a hustotu kapaliny obklopující těleso, jeho rychlosti a jeho referenční plochy. Vztlakové těleso je profil nebo kompletní kombinace profilu a draku, např. letadlo. CL je funkcí úhlu tělesa vůči ose proudění, jeho Reynoldsova čísla a Machova čísla. Součinitel vztlaku cl se vztahuje k dynamické charakteristice dvourozměrného řezu profilu, s vztlakovou plochou nahrazenou tětivou profilu.

Typický průběh součinitele vztlaku v závislosti na úhlu náběhu

## Definice součinitele vztlakuCL
Součinitel vztlaku CL je definovaný
{\displaystyle C_{\mathrm {L} }={\frac {L}{{\frac {1}{2}}\rho v^{2}S}}={\frac {2L}{\rho v^{2}S}}={\frac {L}{qS}}} ,
kde:
{\displaystyle L\,} je vztlaková síla, {\displaystyle \rho \,} je hustota kapaliny, {\displaystyle v\,} je skutečná rychlost, {\displaystyle S\,} je plocha křídla, {\displaystyle q\,} je dynamický tlak kapaliny.
Součinitel vztlaku může být aproximován teorií vztlakové čáry, numericky vypočítán a nebo změřen v aerodynamickém tunelu.